# جامعة كرميان
جامعة كرميان هي جامعة حكومية عراقية، تقع في كوردستان العراق، إقليم كردستان العراق ، أسسها رئيس الوزراء إقليم كردستان برهم صالح في الذكرى 22 لعمليات الأنفال ووضع مسعود برزاني الحجر الأساس فيها.

## التاريخ
قبل نشوء الجامعة كان هنالك عدة كليات تابعة لجامعة السليمانية وانفصلت عنها فيما بعد وهي كلية الآداب والتربية الرياضية في خانقين وكلية التربية والتعليم الأساسي في كلار.

## الكليات
تتكون جامعة كرميان من ثلاث كليات هي:
- كلية العلوم الإنسانية والتربية البدنية التي تضم سبعة أقسام في خانقين
- كلية التربية والتعليم في كلار
- كلية الزراعة في كفري

## وصلات خارجية
موقع الجامعة